# Killing Me Softly (Film)
Killing Me Softly ist ein US-amerikanisch-britischer Thriller von Chen Kaige aus dem Jahr 2002. Die Handlung beruht auf einem Roman von Sean French (Nicci French).

## Handlung
Die auf dem Land aufgewachsene Amerikanerin Alice Loudon wohnt in London, wo sie inzwischen mit ihrem Freund Jake zusammenlebt und in der Werbebranche arbeitet. Eines Tages auf dem Weg zur Arbeit trifft Alice auf der Straße zufällig einen unbekannten Mann, zu dem sie sich sofort hingezogen fühlt. Der Unbekannte, der sich später als Adam Tallis vorstellt, lädt sie zu sich nach Hause ein, wo sie sogleich leidenschaftlichen Sex miteinander haben, wobei Adam äußerst dominant agiert. Alice fühlt sich wegen ihres Seitensprungs schuldig, ist von Lust jedoch überkommen und trifft Adam in den nächsten Tagen erneut. Adam ist ein berühmter Bergsteiger, dessen frühere Freundin Francoise vor zwei Jahren bei einem Unfall während einer Klettertour auf einem Gletscher starb. Alice entscheidet sich ihren Freund zu verlassen und geht zu Adams Haus, welches sich als das seiner Schwester Deborah erweist – Adam wohnte nur zeitweise dort. Deborah gibt Alice die Adresse ihres Bruders, und Alice zieht zu ihm. Sie ignoriert die Warnungen ihrer Freundin Sylvie ebenso wie Adams aggressive, besitzergreifende und mitunter auch gewalttätige Art und nimmt seinen Heiratsantrag an. Sie heiraten in den Bergen und unternehmen eine Wanderung zu einer abgelegenen Hütte. Alice gibt sich vertrauensvoll Adam hin, wobei sie Sex mit ihm hat, bei der er ihren Atem mit einem Seidenschal kontrolliert. Zuvor lässt sie sich von Adam auf einem Friedhof nackt fotografieren.
Bereits vor der Hochzeit hat Alice anonyme Nachrichten erhalten, die sie vor Adam warnen. Eine Journalistin, die über Adam einen Artikel geschrieben hat, bekommt ebenfalls anonyme Nachrichten und sendet diese an Alice weiter, die glaubt, dass es sich um denselben Absender handelt. In einer der Nachrichten behauptet eine Unbekannte, dass Adam sie vergewaltigt habe, und hinterlässt eine Telefonnummer, sodass Alice Kontakt aufnehmen kann. Sie gibt sich als die besagte Journalistin aus und trifft die Absenderin, eine Frau namens Michelle Stowe. Stowe behauptet, dass Adam sie nach einer Feier vor einigen Jahren vergewaltigt habe. Da Stowe argumentiert, dass sich mit ihrer Geschichte aufgrund von Adams Bekanntheit Geld machen ließe, glaubt Alice ihr nicht, doch wird ihr zugleich bewusst, dass sie über ihren Ehemann nahezu nichts weiß. Alice öffnet daher einen verschlossenen Schrank und findet Briefe von einer Frau namens Adele Blanchard, die sich als eine frühere Affäre von Adam erweist, die die Beziehung zu ihm beendet hat, um zu ihrem Mann zurückzukehren. Als Adam nach Hause kommt, konfrontiert Alice ihn mit Michelle Stowes Vorwürfen; Adam bestreitet diese, doch Alices Ängste sind nicht ausgeräumt.
Alice versucht, über die Postadresse von Adele Blanchard Kontakt zu ihr aufzunehmen, trifft jedoch nur ihre Mutter vor, die erzählt, dass Adele vor acht Monaten spurlos verschwunden ist. Zu Alice Entsetzen findet sie ein Bild, das die barbusige Adele auf einem Friedhof zeigt, genau dort, wo Adam von Alice das gleiche Foto gemacht hat. Adeles Mutter glaubt, dass es das letzte Foto ihrer Tochter sei. Alice befürchtet, dass ihr Ehemann ein Mörder sei und Adele ermordet habe. Am Abend kommt es zur Konfrontation zwischen den beiden. Adam glaubt, dass Alice eine Affäre habe, doch sie erzählt ihm, dass sie Adeles Briefe gefunden habe. Adam ist emotional aufgewühlt, da er Angst hat, dass Alice ihn verlassen will. Alice flieht aus dem Haus zur Polizei und erzählt ihre Geschichte. Doch die Polizei sieht keine belastbaren Hinweise, um Ermittlungen einzuleiten, woraufhin Alice zu Adams Schwester Deborah flieht. Als Deborah bestätigt, dass auch Francoise zu ihrem Ehemann zurück wollte und deshalb die Beziehung zu Adam beendet habe, ist Alice überzeugt, dass Adam auch für deren Tod verantwortlich sei und dass Adele Blanchards Leiche auf dem Friedhof begraben ist, wo Adam die Fotos gemacht hat. Deborah stimmt zu, mit Alice zusammen nach der Leiche zu suchen.
Auf der Fahrt offenbart Deborah, dass die anonymen Warnbriefe, die Alice aufforderten sich von Adam zu trennen, von ihr waren, sie habe selbst erfahren müssen, dass ihr Bruder zu Gewalt neigt. Adam verschafft sich derweil Zugang zu Deborahs Wohnung, findet die zurückgelassenen Fotos und reist den beiden hinterher. Am Friedhof angekommen, beginnen die beiden Frauen zu graben und finden die Leiche von Adele. Plötzlich bemerkt Alice an der Leiche dieselbe Kette, die Deborah auch ihr geschenkt hat. Alice begreift nun die Lage und Deborah gesteht, dass sie für den Tod von Adams Freundinnen verantwortlich ist: Als Adam fünfzehn war, hatte seine Schwester mit ihm eine inzestuöse Beziehung und ist seither von besitzergreifenden Gefühlen und Eifersucht getrieben. Als Deborah auch Alice töten will, wird diese von dem herbeigeeilten Adam gerettet, woraufhin Deborah ihren Bruder mit einer Schaufel erschlagen will, von Alice jedoch schließlich erschossen wird.
Alice verlässt Adam und begegnet ihm zwei Jahre später noch einmal.

## Kritiken
- Mark Adams schrieb im Hollywood Reporter vom 11. Juni 2002, es sei eine Schande, dass der talentierte Regisseur Kaige Chen in seinem ersten englischsprachigen Film ein derart schwaches Drehbuch verfilme. Der Film sei als ein Starvehikel für Heather Graham konzipiert, deren Darstellung Adams lobte. Natascha McElhone wirke „nett“, dies passe jedoch nicht zum Filmende. Adams lobte die Aufnahmen der Londoner Drehorte.[1]
- Der Film wurde im Lexikon des internationalen Films als eine „herbe Enttäuschung“ bezeichnet, die „mittelmäßig inszeniert“ und weitgehend genauso gespielt wurde.[2]

## Hintergrund
Die Dreharbeiten wurden in London und in Cumbria durchgeführt. Die Produktion des Films kostete schätzungsweise 25 Millionen US-Dollar.